# ماثيو فون
ماثيو فون (بالإنجليزية: Matthew Vaughn)‏ مخرج ومنتج سينمائي وكاتب سيناريو بريطاني ولد في 7 مارس 1971 في لندن - إنجلترا - المملكة المتحدة, تزوج ماثيو من عارضة الأزياء الألمانية كلوديا شيفر عام 2002 ولديهما ثلاث أطفال, والده هو (البيولوجي جورد دي فير دروموند) ينحدر من عائلة أرستقراطية إنجليزية للملك جورج السادس، نشأ ماثيو في لندن وقد تعلم الموسيقى ثم عمل كمنتج ومخرج وتعددت أعماله الكتابية.

## أعماله
| السنة | العمل                          | تخصص          |
| ----- | ------------------------------ | ------------- |
| 1998  | قفل ومال وبرميلين مدخنين       | منتج          |
| 2000  | انتزاع                         | منتج          |
| 2004  | طبقة كعكة                      | مخرج          |
| 2007  | ستاردست                        | مخرج          |
| 2010  | كيك-أس                         | مؤلف ومخرج    |
| 2011  | رجال-إكس: الدرجة الأولى        | مخرج          |
| 2013  | كيك-آس 2                       | منتج          |
| 2014  | رجال-إكس: أيام المستقبل الماضي | سيناريو وحوار |
| 2016  | إيدي النسر                     | منتج          |

## روابط خارجية
- ماثيو فون على موقع IMDb (الإنجليزية)
- ماثيو فون على موقع مونزينجر (الألمانية)
- ماثيو فون على موقع ألو سيني (الفرنسية)
- ماثيو فون على موقع ميوزك برينز (الإنجليزية)
- ماثيو فون على موقع أول موفي (الإنجليزية)
- ماثيو فون على موقع بوكس أوفيس موجو (الإنجليزية)
- ماثيو فون على موقع قاعدة بيانات الأفلام السويدية (السويدية)
- ماثيو فون على موقع إن إن دي بي (الإنجليزية)
- ماثيو فون على موقع ديسكوغز (الإنجليزية)
- ماثيو فون على موقع قاعدة بيانات الفيلم (الإنجليزية)